# 에리트레아의 국기

에리트레아의 국기 비율 1:2

에리트레아의 국기는 1952년부터 쓰인 에리트레아 인민해방전선의 기를 바탕으로 하여 1993년 5월 24일에 처음 제정되었으며, 1995년 12월 5일에 비율을 수정하여 오늘날에 이른다.
위쪽에는 초록색 삼각형이 그려져 있고, 아래쪽에는 파란색 삼각형이 그려져 있다. 초록색 삼각형과 파란색 삼각형 사이에는 빨간색 삼각형이 그려져 있으며, 빨간색 삼각형 안에는 화환에 둘러싸여 있는 30개의 잎을 가진 올리브 가지 문양이 노란색으로 그려져 있다.
초록색은 비옥한 토지를, 파란색은 바다를, 빨간색은 에리트레아의 독립과 자유를 위한 투쟁을 위해 흘린 피를 의미한다. 30개의 올리브 잎은 30년 동안에 걸친 에리트레아 독립 전쟁을 의미한다. 빨간색이 왼쪽에서 오른쪽으로 갈수록 작아지는 것은 에리트레아에서 유혈 참사가 더 이상 일어나지 않기를 바란다는 뜻을 의미한다.

## 색상
| 색상 | 빨강               | 초록                | 파랑                 | 노랑                 |
| ---- | ------------------ | ------------------- | -------------------- | -------------------- |
| RGB  | 234–4–55 (#EA0437) | 18–173–43 (#12AD2B) | 65–137–221 (#4189DD) | 255–199–38 (#FFBD26) |

## 그 외의 기

대통령기
에리트레아 인민해방전선의 기

## 역대 에리트레아의 국기

1952년 ~ 1961년
1993년 ~ 1995년